# Sherlock Holmes’ größter Fall
Sherlock Holmes’ größter Fall (Alternativtitel: Sherlock Holmes - Sein größter Fall) ist ein Kriminalfilm aus dem Jahr 1965 und kombiniert Elemente des historischen Kriminalfalles Jack the Ripper mit Arthur Conan Doyles weltberühmten Roman-Detektiv Sherlock Holmes.

## Handlung
Im London des ausgehenden 19. Jahrhunderts werden fünf Prostituierte auf bestialische Weise ermordet. Der bisher unerkannt gebliebene Täter verfügt offenbar über medizinische Kenntnisse und schickt Briefe an Scotland Yard, in denen er die Unfähigkeit der ermittelnden Beamten verhöhnt und weitere Morde ankündigt.

Der große Privatdetektiv Sherlock Holmes beginnt sich für den Fall Jack the Ripper zu interessieren, als ihm eine unbekannte Person ein Kästchen mit chirurgischen Instrumenten zukommen lässt, bei dem das große Amputationsmesser fehlt. Auf dem Kästchen selbst ist das Familienwappen der Lords of Carfax zu sehen.

Als er den alten Lord of Carfax aufsucht, erfährt er von diesem, dass dieser Chirurgenkasten seinem älteren Sohn Michael Osborn gehört, der vor einigen Jahren untergetaucht und von seinem Vater enterbt worden ist. Dessen jüngerer Bruder Robert erklärt auch, weshalb es zu diesem Bruch gekommen ist. Michael hatte sich in eine Prostituierte namens Angela verliebt und sie gegen den Willen der Familie geheiratet.

Bei ihren Ermittlungen im Armenviertel Whitechapel stoßen Holmes und sein treuer Begleiter Dr. Watson auf den ehemaligen Professor des verschwundenen Michael, Dr. Murray, der hier eine Klinik für Bedürftige betreibt und nebenbei auch als Gerichtsmediziner tätig ist. Dieser offenbart Holmes, dass Michael früher sein fähigster Student war, diese Angela ihn jedoch ins Unglück gestürzt hatte. Sie war im ganzen Viertel wegen ihrer engelsgleichen Schönheit bekannt, hatte aber einen finsteren Charakter. Sie betrog ihn mit dem Kneipenbesitzer Max Steiner, der ihn im Verlauf eines Kampfes aus Eifersucht zum geistigen Krüppel schlug. Dabei ergoss sich ein Fläschchen Säure in Angelas Gesicht und zerstörte ihren Liebreiz unwiderruflich. Seitdem fristet Michael ein Schattendasein in der Gerichtsmedizin als schwachsinniger Assistent von Dr. Murray, Angela aber ist seit damals verschwunden.

Schließlich kann Holmes sie ausfindig machen und erfährt von ihr, dass der Sachverhalt damals anders lag. Michael Osborn war krankhaft eifersüchtig und hatte sie deshalb mit Säure verunstaltet. Dies wiederum führte dazu, dass Max, der in Angela verliebt war und noch immer ist, ihm buchstäblich den Verstand aus dem Leib prügelte. Sie war es auch, die Holmes das Chirurgenkästchen schickte, um auf sich aufmerksam zu machen. Später in der Nacht dringt Jack the Ripper in ihr Schlafzimmer ein und versucht sie zu töten. Holmes jedoch hat diesem eine Falle gestellt, kommt im letzten Augenblick dazwischen und enthüllt Michaels Bruder Robert Osborn als den Ripper.

Es kommt zum großen Kampf zwischen Sherlock Holmes und dem berüchtigten Frauenmörder. Dabei geht eine Petroleumlampe zu Bruch und ein Feuer bricht aus. Holmes und Angela können gerade noch entkommen, Robert Osborn aber kommt in den Flammen um.

Am nächsten Morgen, beim Frühstück, klärt Holmes den fassungslosen Dr. Watson über die Motive und Zusammenhänge hinter der Mordserie auf. Bei den adeligen Osborns, Lords of Carfax, liegen Geisteskrankheiten in der Familie, und so brauchte es nicht viel mehr als eine Verkettung unglücklicher Ereignisse, um Robert in den Wahnsinn zu treiben. Als da wären: Die mehr als unstandesgemäße Heirat seines älteren Bruders, danach ob verdient oder nicht, die Schläge, die Michael zu einem bemitleidenswerten geistigen Wrack werden ließen. Vor allem aber der unglaubliche gesellschaftliche Skandal, der entstanden wäre, wäre irgendetwas von dieser Familientragödie an die Öffentlichkeit gedrungen.

Also suchte Robert, der heimlich Medizin studierte, da es ihm aufgrund seines adligen Standes offiziell nicht erlaubt war zu arbeiten, nach Angela und Max, um Rache zu nehmen und sie zum Schweigen zu bringen. Während seiner Suche ließ er gnadenlos seinem aufgestauten Hass auf Prostituierte freien Lauf.

Holmes konnte den Mörder zwar entlarven, entschließt sich aber den wirklichen Namen nicht preiszugeben, um das Ansehen der Lords of Carfax zu bewahren.

## Kritiken
Für das Lexikon des internationalen Films war Sherlock Holmes’ größter Fall ein „Detektivfilm mit einigen dick aufgetragenen Gruseleffekten“. Dabei „bemerkenswert“ sei „einzig die Farbdramaturgie“. Kino.de urteilte: „Der Film kombiniert […] äußerst effektvoll Krimi mit Horror - mit morbider Atmosphäre und Gore-Effekten und einem Hauptdarsteller, John Neville, der hier zwar aussieht wie aus Madame Tussauds Wachsfigurenkabinett entsprungen, aber seiner Rolle alle Ehre macht.“
„Überlegen und distanziert gestalteter englischer Kriminalfilm, angesiedelt im Londoner East End um 1880. Für Krimifreunde ab 18 eine spannende Unterhaltung“, so der Evangelische Filmbeobachter.

## DVD-Veröffentlichung
- Sherlock Holmes’ größter Fall / 21. Juli 2005 / MC One DVD

## Sonstiges
- Die Idee, Sherlock Holmes und Jack the Ripper aufeinandertreffen zu lassen, wurde im Jahr 1979 für den Film Sherlock Holmes: Mord an der Themse (Originaltitel: Murder by decree) erneut aufgegriffen, der Darsteller Frank Finlay schlüpft hier wieder in die Rolle des Inspektor Lestrade.